# 6736 Marchare
A 6736 Marchare (ideiglenes jelöléssel 1993 EF) a Naprendszer kisbolygóövében található aszteroida. Urata Takesi fedezte fel 1993. március 1-én.